# Live at Montreux 1986
Live at Montreux 1986 — видеоальбом, DVD британской группы Talk Talk, изданный лейблом Eagle Vision 28 октября 2008 года.

## Об альбоме
Live at Montreux 1986 представляет собой снятые выступления группы на фестивале в Монтрё, Швейцария, где Talk Talk начали своё турне в поддержку альбома The Colour of Spring. Это было единственное выступление группы на фестивале в Монтрё. 
В турне отправились Марк Холлис, Пол Вебб, и Ли Харрис, а на гитаре играл Джон Тёрнбалл, а также вместе с группой были два перкуссиониста, и два клавишника.
Продюсер и клавишник группы Тим-Фриз-Грин не выступал на фестивале.

## Список композиций
| #  | Оригинальное название     | Перевод                          | Музыка /слова                                    |
| -- | ------------------------- | -------------------------------- | ------------------------------------------------ |
| 1  | «Talk Talk»               | Говоришь говоришь                | Марк Холлис, Эд Холлис                           |
| 2  | «Dum Dum Girl»            | Дурная девчонка                  | Тим Фриз-Грин, Марк Холлис                       |
| 3  | «Call in the Night Boy»   | Позови мальчика на ночь          | Саймон Бреннер, Ли Харрис, Марк Холлис, Пол Вебб |
| 4  | «Tomorrow Started»        | Наступило завтра                 | Марк Холлис                                      |
| 5  | «My Foolish Friend»       | Мой глупый друг                  | Саймон Бреннер, Марк Холлис                      |
| 6  | «Life's What You Make It» | Жизнь такая, какой её делаешь ты | Тим Фриз-Грин, Марк Холлис                       |
| 7  | «Does Caroline Know»      | Знает ли Кэролин?                | Тим Фриз-Грин, Марк Холлис                       |
| 8  | «It's You»                | Ты                               | Марк Холлис                                      |
| 9  | «Living in Another World» | Живу в другом мире               | Тим Фриз-Грин, Марк Холлис                       |
| 10 | «Give It Up»              | Брось всё это                    | Тим Фриз-Грин, Марк Холлис                       |
| 11 | «It's My Life»            | Моя жизнь                        | Тим Фриз-Грин, Марк Холлис                       |
| 12 | «I Don't Believe in You»  | Я не верю в тебя                 | Тим Фриз-Грин, Марк Холлис                       |
| 13 | «Such a Shame»            | Какая досада                     | Марк Холлис                                      |
| 14 | «Renée»                   | Рене                             | Марк Холлис                                      |

## Участники записи
- Марк Холлис — вокал
- Пол Уэбб — бас-гитара
- Ли Харрис — ударные
- Джон Тёрнбулл — гитара
- Ян Курноу, Руперт Блэк — клавишные
- Фил Реис, Леруа Уильямс — перкуссия